# یک غزل غمناک
یک غزل غمناک نمایشنامه‌ای از محمد چرمشیر است، که در سال ۱۳۶۸ نوشته شده و در سال ۱۳۸۱ توسط نشر کارگاه تئاتر ایران و شماره اول مجله کارنامه به‌چاپ رسیده است،

## اجراها
اجرای این نمایشنامه در سالن‌های مختلف به‌روی صحنه رفته است.